# 布朗長蟻屬
布朗長蟻屬（Brownimecia）是一個已滅絕的屬，Brownimecia clavata是布朗長蟻亞科（Brownimeciinae）布朗長蟻族（Brownimeciini）布朗長蟻屬下的唯一物種，出土於北美洲的中白堊紀，是紐澤西琥珀出土的螞蟻物種之一。布朗長蟻屬起初被放置在針蟻亞科（Ponerinae），在2003年才自己獨立出一個亞科。其與其他螞蟻不同的特徵有：特殊的鐮刀狀大顎及一些在蟻科中顯得特別的形態特徵。該物種體型小，約3.43公釐，每個標本中都可見螫針，從大顎的形態可推論他是高度特化的掠食者。

## 歷史與分類
布朗長蟻屬共有3個成蟲的化石：正模標本（編號 AMNH NJ-667）及副模標本，由 Yale Goldman 採集；還有2005年所描述的第三個標本，描述該屬時所使用的標本存放於紐約的美國自然史博物館，所有的標本都是被包埋在透明的紐澤西琥珀中的工蟻，在南安博伊的火陶沉積層（South Amboy Fire Clay）中發現，火陶沉積層是雷塔地層（Raritan Formation）的一部分，紐澤西琥珀群的年代大約在9千萬到9千4百萬年之間，為晚白堊紀的土侖期（Turonian），該琥珀是在白堊紀時沉積於東海岸的潟湖與沼澤的柏科樹脂。從紐澤西琥珀出土的物種還有 Sphecomyrma freyi, Sphecomyrma mesaki, Baikuris casei, 和 Kyromyrma neffi.
模式標本最初是由美國博物館的古昆蟲學家 David Grimaldi, Donat Agusti 和 James Carpenter 一起研究，他們1997年的新屬新種描述發表在 American Museum Novitates 期刊上，屬名是為了紀念螞蟻系統學家 William L. Brown 二世，首例白堊紀螞蟻物種弗氏蟻蜂的發表者之一；種小名 clavata 則是因為工蟻的觸角呈現獨特的棒狀。基於腹部輕微的隘縮，Grimaldi, Agusti 和 Carpenter 將布朗長蟻置於針蟻亞科中，但未置於任何一族下，他們還提到布朗長蟻與 amblyoponine （針蟻亞科）類群的螞蟻有許多相似的特徵，工蟻小型的複眼下方的區域生有頰棘（genal spurs）；大顎細長，如同 amblyoponine 類群中的某些屬。2003年螞蟻學家 Barry Bolton 重新檢視了針蟻亞科，研究中顯示針蟻亞科是並系群，並將其中的多個屬的亞科階級重新分配，如 amblyoponines 類群及布朗長蟻。根據布朗長蟻的獨特形態特徵，Bolton 將其分配到新的亞科之下，也就是布朗長蟻亞科，Bolton 特別提到不具齒突的鐮刀狀大顎在螞蟻中不常見，在現生的物種中，通常出現在有奴隸行為（dulotic or slave-making）的物種上；相較於基群，如蜂蟻類群，布朗長蟻的柄節較長，如同冠群（crown group）螞蟻物種；在昆蟲學家 Philip S. Ward 2007年的蟻科系統發生研究中，Philip 指出布朗長蟻可能屬於冠群，並將布朗長蟻亞科放入他自己的非正式分類階層針蟻亞科群（Poneroid）中。

## 描述

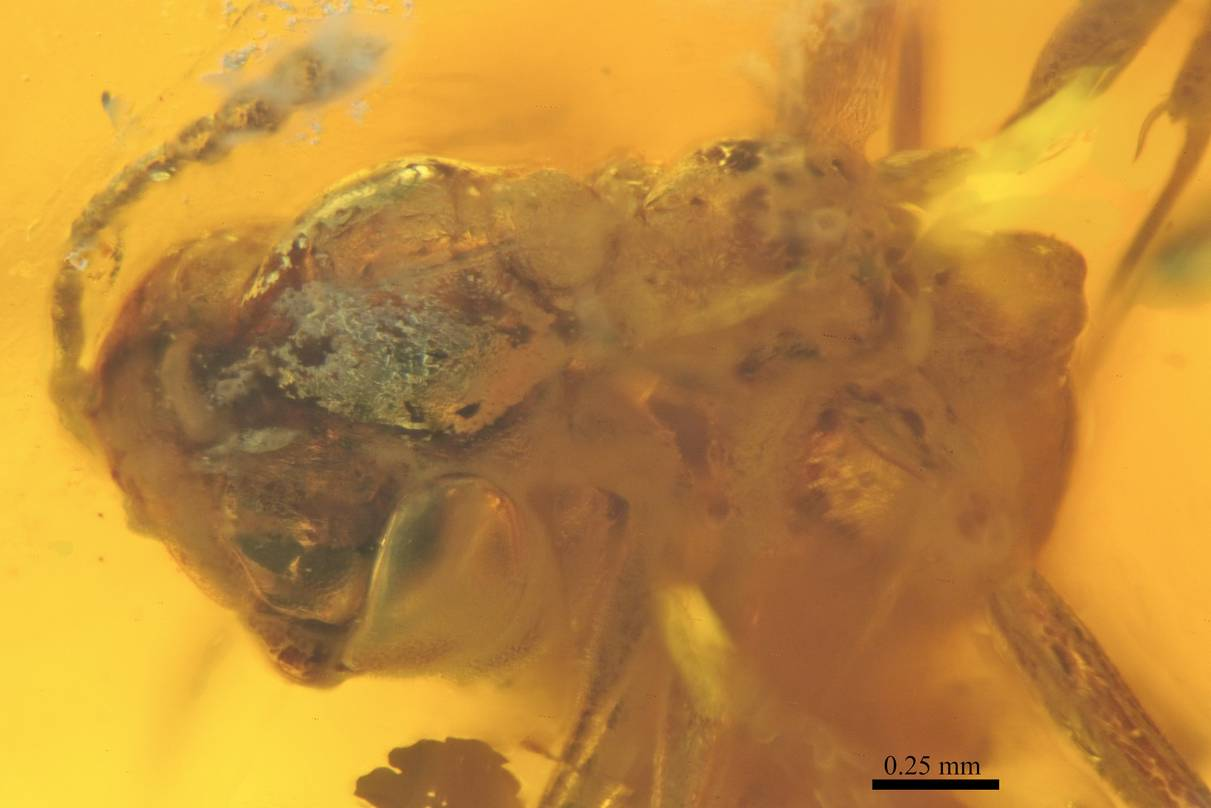
B. clavata 正模標本，背面觀

布朗長蟻的正模標本及2005年的工蟻標本都呈蜷縮姿勢，且螫針外伸，副模標本極不完整，包裹它的琥珀遭受石頭磨損，導致蟲體外露，部分的頭部、左觸角、中足、後足及全部的右觸角、前腳遺失，蟲體的暴露同時也使內腔暴露，使 SEM 掃描可在鍍上一層金後成功進行。
正模標本的體長約為3.43公釐，體表除了胸背板及前伸腹節外都平均地生有細毛；頭部大，複眼小且圓，約有100個小眼組成；正模標本單眼的存在與否無法判斷，但是2005年的標本很明顯的不具有單眼；大顎彎刀狀，幾乎和頭部一樣長，大顎內側沒有突齒，兩大顎在一半長的地方交會，口部表面生有約30根的短針狀毛；頭楯短且寬，約為頭部一半寬度；2005年標本的頭楯上緣呈現垂直的垛狀結構；頰部下側生有明顯的齒狀結構；觸角7節，末端呈現棒狀，此特徵在其他白堊紀螞蟻中不曾出現，最末的觸角鞭節長度大約是其他小節的兩倍，第三到第六節最短，第二節稍微膨大。
後胸氣孔位置抬高，生於中軀的錐狀突起上，後胸側板腺位置沒有抬高，中軀上有一條脊延伸至上述兩孔，中軀上的腺體及氣孔多少都被琥珀中的氣泡遮蓋；腹柄節上側形成尖端，腹柄節上方覆蓋一層微毛，且尖端兩側生有一對短毛，腹柄節連結至前伸腹節的面積窄，連結至腹垂節的地方面積廣且呈喇叭狀；腹柄節與腹垂節之間的骨片（helcium）發育，且後緣呈垛狀；第一及第二腹垂節之間明顯地稍微隘縮；正模標本及2005年標本的腹垂節完整，末端露出外伸的螫針，但是副模標本缺失了螫針尖端。
根據其大顎獨特的形態，科學家推測布朗長蟻的食性高度特化。

## 外部連結
- 维基共享资源上的相關多媒體資源：Brownimecia